# صموئيل بايارد وودورد
صموئيل بايارد وودورد (بالإنجليزية: Samuel Bayard Woodward)‏ هو طبيب نفسي أمريكي، ولد في 10 يونيو 1787 في Torringford ‏ في الولايات المتحدة، وتوفي في 3 يناير 1850 في نورثهامبتون في الولايات المتحدة بسبب أم الدم الأبهرية.